# Ericodesma
Ericodesma is een geslacht van vlinders van de familie bladrollers (Tortricidae), uit de onderfamilie Tortricinae.

## Soorten
- E. aerodana (Meyrick, 1881)
- E. argentosa (Philpott, 1924)
- E. cuneata (Clarke, 1926)
- E. maculosa (Philpott, 1927)
- E. melanosperma (Meyrick, 1916)
- E. scruposa (Philpott, 1924)
- E. subdola (Philpott, 1924)